# Pehr Evind Svinhufvud
Pehr Evind Svinhufvud (/ˈpæːr ˈeːvind ˈsviːnhʉːvʉd/) ou Pehr Evind Svinhufvud af Qvalstad (né le 15 décembre 1861 à Sääksmäki – mort le 29 février 1944 à Luumäki) est un homme d'État finlandais qui fut Premier ministre, régent puis président de la République.

## Biographie

### Jeunesse et études
Pehr Evind Svinhufvud af Qvalstad nait en décembre 1861 à Rapola dans la commune de Sääksmäki.
Il est le fils de Pehr Gustaf Svinhufvud af Qvalstad, capitaine de la marine, et d'Olga von Becker.
La famille Svinhufvud af Qvalstad est une famille noble originaire de Dalécarlie.
En 1863, son père se noie en mer Méditerranée au large de la Grèce, alors que Pehr Evind n'a que deux ans.
Il passe sa petite enfance chez son grand-père paternel, Pehr Gustaf Svinhufvud af Qvalstad (un trésorier provincial du Häme), à Rapola, où la famille a vécu pendant cinq générations.
En 1867, son grand-père, Pehr Gustaf Svinhufvud, se suicide.
Sa mère, Olga Svinhufvud, doit vendre Rapola et s'installe à Helsinki avec son fils et sa sœur Mathilda. Olga doit élever seule ses enfants avec son salaire du bureau des hypothèques,.
Svinhufvud commence ses études au lycée normal d'Helsinki à l'âge de huit ans.
La scolarité est en langue suédoise, mais lors de son inscription à l'école, Svinhufvud a indiqué le finnois comme langue maternelle.
À l'université, Svinhufvud obtient d'abord un diplôme en histoire finlandaise et nordique et une mineure en botanique, obtenant un baccalauréat en 1881.
Svinhufvud obtient sa maîtrise en 1882.
Il a en fait excellé dans ses études de droit, c'est pourquoi il a commencé sa carrière à la cour d'appel de Turku.
À un très jeune âge, il obtient un poste au Conseil législatif du Sénat à Helsinki, puis à la cour d'appel de Turku puis juge de district à Heinola jusqu'à ce que Svinhufvud devienne juge de district en Laponie, et en 1908, la famille s'installe à Kotkaniemi dans la commune de Luumäki.

### Son engagement politique et son exil en Sibérie
La famille Svinhufvud ayant été anoblie en 1574, Pehr participe pour la première fois en 1894 aux États généraux (Säätyvaltiopäivät (fi)) comme représentant des anoblis.
Il s'y concentre en particulier sur la défense du statut de la langue finnoise.
L'action politique de Svinhufvud se profile à la suite de la première période d'oppression qui débute en 1899.
Dans sa fonction de juge il est très pointilleux sur l'application de la constitution ce qui lui apporte des difficultés avec les autorités russes.
Il estime que la Finlande se défend et était de ce fait en droit de mettre en œuvre des mesures radicales.
Il gène aussi les autorités quand il décide d'être l'avocat de l'étudiant Lennart Hohenthal qui a assassiné le procureur Eliel Soisalon-Soininen.

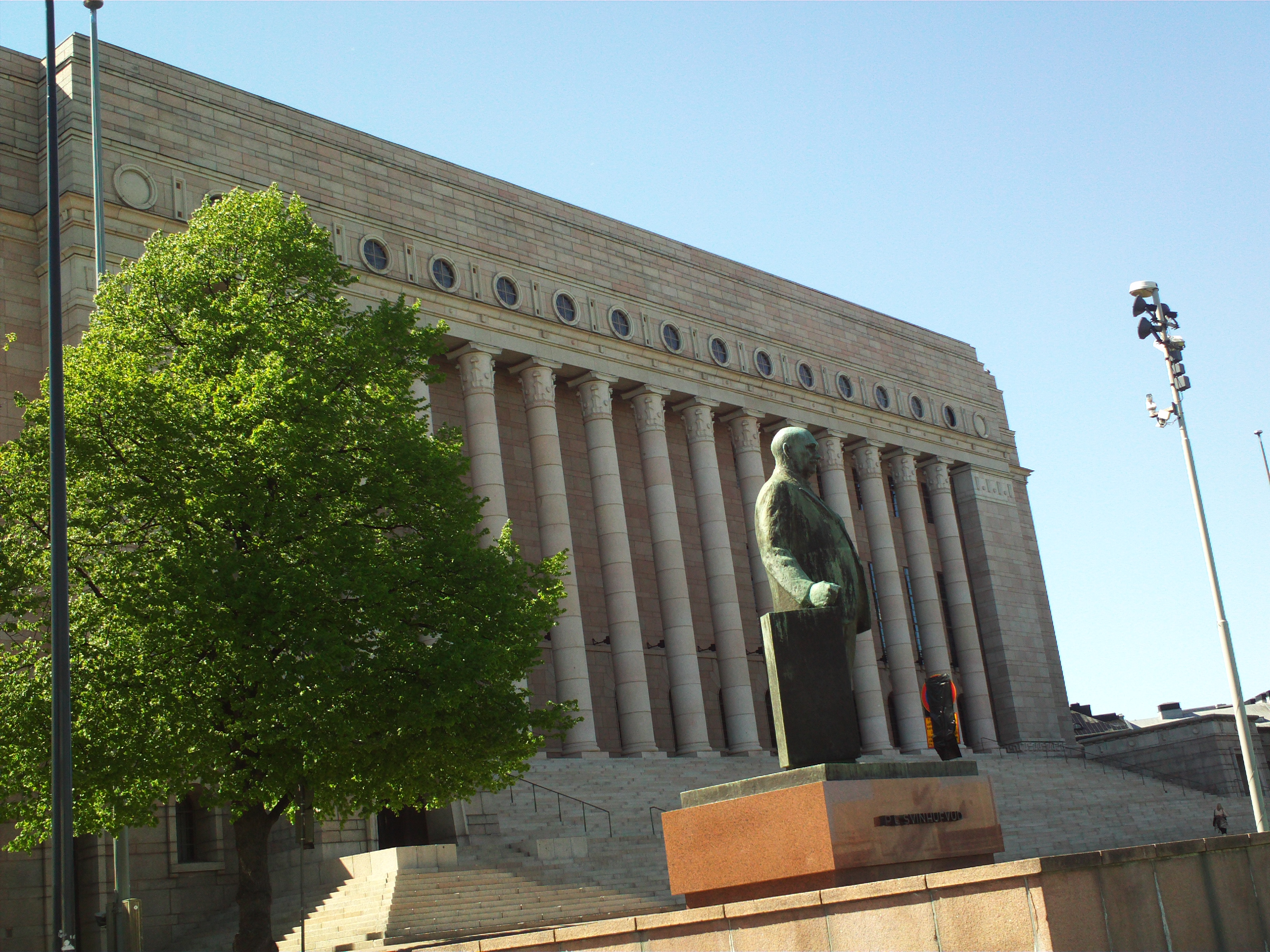
La statue de Pehr Evind Svinhufvud devant le parlement de Finlande.

Svinhufvud participe aux activités de la société secrète Kagaali.
À la fin de la première période d'oppression (fi), Leo Mechelin qui est passé de la direction de Kagaali au poste de Premier ministre, choisit Pehr Evind Svinhufvud en 1905 pour entrer au Sénat.
Mais le tsar n'acceptera pas Svinhufvud comme Sénateur.
En 1906, le Sénat de Mechelin abolit les Säätyvaltiopäivät.
À partir de 1907, Svinhufvud participe à la nouvelle assemblée monocamérale sur les bancs du Parti jeune finnois.
Il est élu président des plusieurs assemblées avec l'aide du Parti social-démocrate, car bien qu'il soit Jeune Finnois, le Parti social-démocrate le considère comme un adversaire irréductible du régime tsariste.
La deuxième période d'oppression marque un tournant dans sa carrière
Svinhufvud agit selon ses idéaux constitutionnels et, en 1914, il s'interdit de reconnaître comme procureur de Finlande le citoyen russe Konstantin Kasanski.
Le gouverneur général de Finlande Franz Albert Seyn le démet de ses fonctions de juge.
Svinhufvud refuse de démissionner, il est alors emprisonné et envoyé en exil à Tomsk en Sibérie.
À la suite de la révolution de Février Svinhufvud peut revenir en Finlande en mars 1917.
À son retour, il est accueilli comme un héros.
Ses activités sociales reprennent quand il devient procureur puis président du gouvernement.
À ce poste, le 4 décembre 1917, il déclare l'indépendance de la Finlande au parlement à Helsinki.
Cette déclaration sera acceptée le 6 décembre 1917 par le parlement.
Svinhufvud commence immédiatement à chercher la reconnaissance de l'indépendance du pays.
Le 31 décembre 1917, Il rend visite à Vladimir Ilitch Lénine à Léningrad et obtient de celui-ci la reconnaissance de l’indépendance de la Finlande.

### L'époque de l'indépendance finlandaise
Candidat à l'élection présidentielle de 1925 avec son parti Kokoomus (conservateur), il subit une défaite, au profit des centristes du Parti agraire. Après l'apparition du mouvement Lapuan Liike en 1929, le président Lauri Kristian Relander le nomma Premier ministre en 1930. Il fut élu président de la République en 1931. Il dut faire face à l'agitation tant des communistes que des membres de Lapuan Liike. Il ne fut pas réélu en 1937.
Il meurt à Kotkaniemi le 29 février 1944, et il est inhumé au cimetière de l'église de Luumäki.

## Quelques étapes importantes
| dates                          | Rôle                                                                                      |
| ------------------------------ | ----------------------------------------------------------------------------------------- |
| 1907–1912                      | Parlementaire                                                                             |
| 1908–1914                      | Juge à la cour de Lappee                                                                  |
| 1917                           | Procureur                                                                                 |
| 27 novembre 1917 – 27 mai 1918 | Premier ministre                                                                          |
| 27 mai 1918 – 9 octobre 1918   | Régent                                                                                    |
| 1930–1931                      | Premier ministre                                                                          |
| 1931–1937                      | Président de la république de Finlande                                                    |
| 2 mars 1932                    | Critique radiophonique du mouvement de Lapua qui influencera la dissolution du mouvement. |